# Tillandsia vicentina
Tillandsia vicentina là một loài thuộc chi Tillandsia. Đây là loài bản địa của México.